# Willige Langerak
Willige Langerak is een dorp in de gemeentes Krimpenerwaard en Lopik aan de Lek in Nederland. Het dorp is deels gelegen in de Utrechtse gemeente en deels in de Zuid-Hollandse gemeente. Willige Langerak ligt voor de postcodes volgens de Basisregistratie Adressen en Gebouwen (BAG) deels in de woonplaats Lopik, deels in de woonplaats Schoonhoven.

## Etymologie
De naam is afgeleid van enerzijds de boomsoort wilgen en anderzijds lang en rak (recht vaarwater).

## Geschiedenis
Van 1812 tot 1818 maakte Willige Langerak deel uit van de voormalige gemeente Jaarsveld. In 1818 werd Willige Langerak afgesplitst tot een eigen gemeente. Op 8 september 1857 werden Cabauw en Zevender toegevoegd aan de gemeente. Op 1 januari 1943 werd Willige Langerak toegevoegd aan de gemeente Lopik, in de provincie Utrecht.
De oorspronkelijke dorpskern, aan de westkant, met een eeuwenoude kerk werd echter in 1970 aan Schoonhoven in de provincie Zuid-Holland toegevoegd. Sinds januari 2015 hoort dit deel met Schoonhoven tot de nieuwgevormde gemeente Krimpenerwaard.
De dorpskern bestaat uit een verhoogd stuk grond met een wit kerkje erop. De kerktoren van deze hervormde kerk is in 1627 gebouwd en gerestaureerd in 1978. Het schip is in 1672 beschadigd, herbouwd in 1863 en vergroot in 1893.

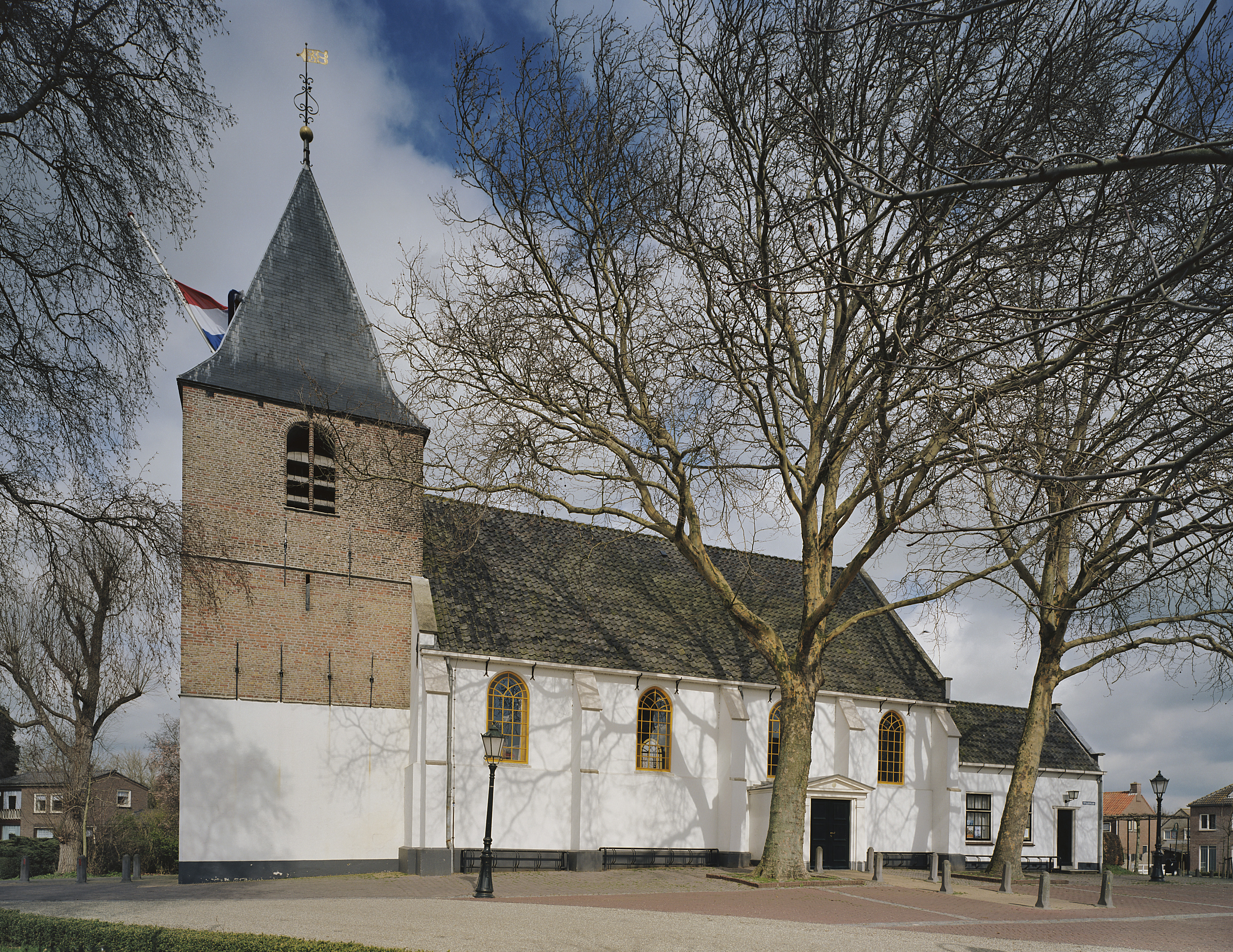
Hervormde kerk
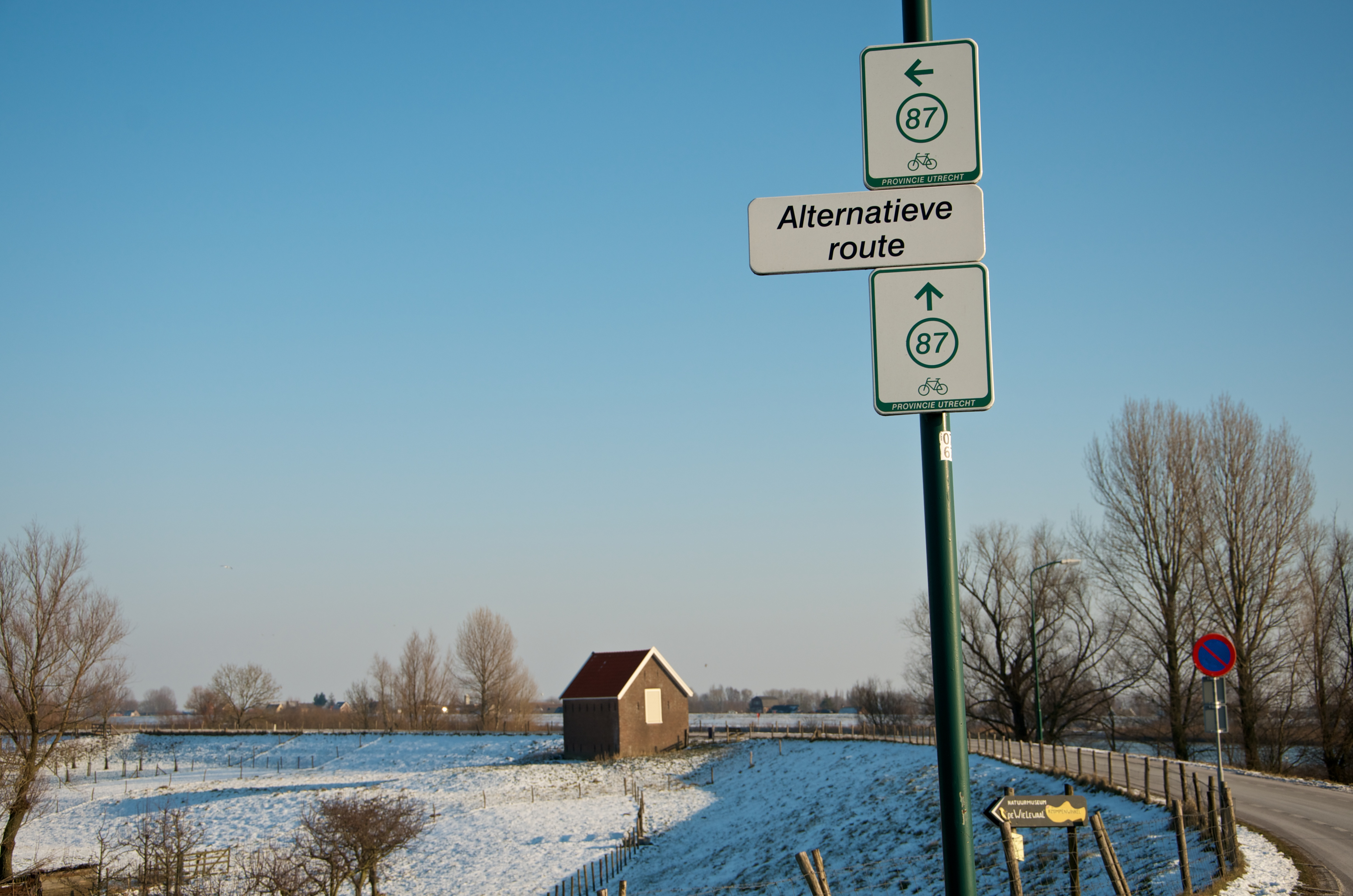
Fietsroute op de Lekdijk bij Willige Langerak
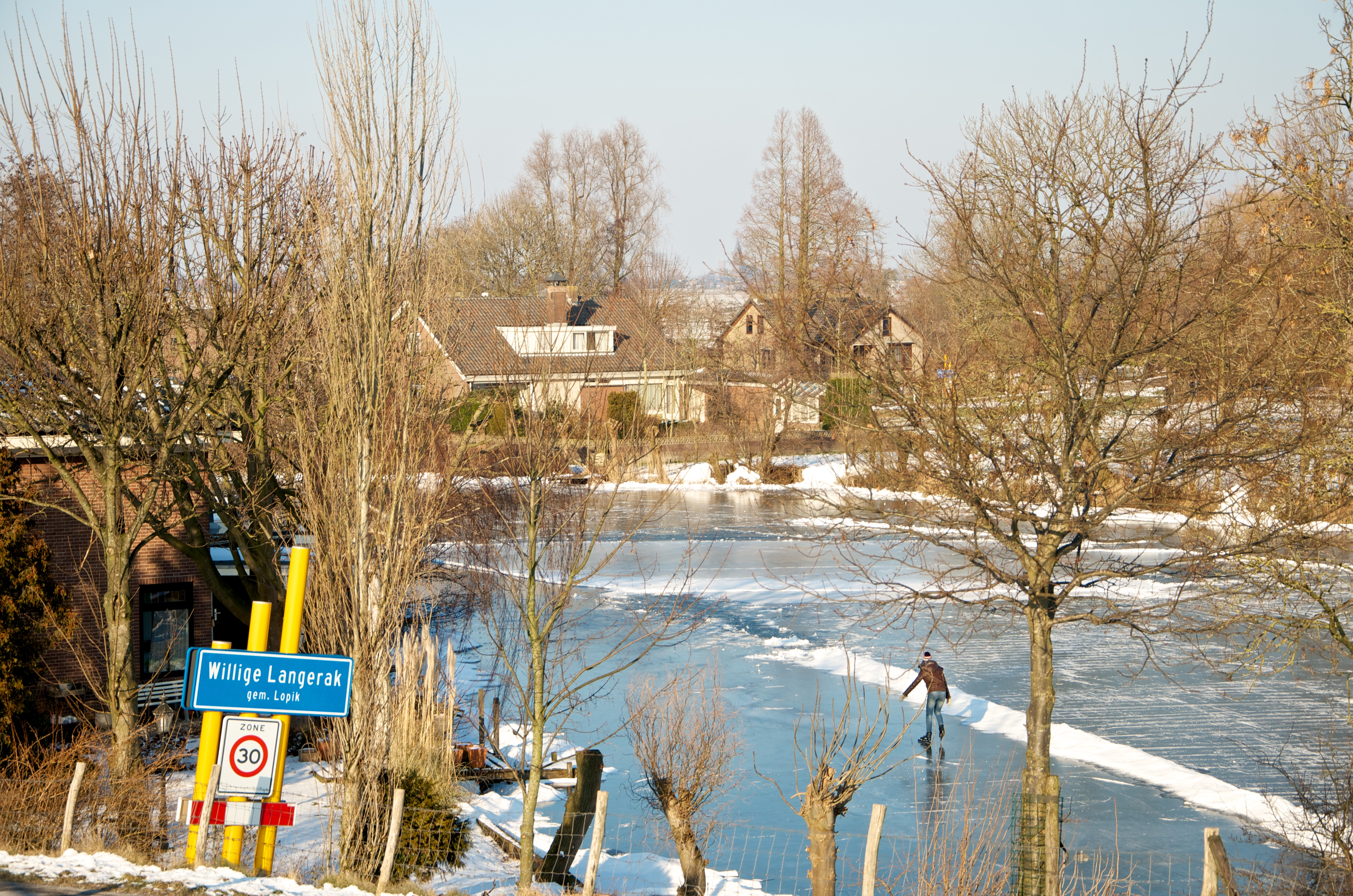
De Waaikuil is in de winter een ijsbaan
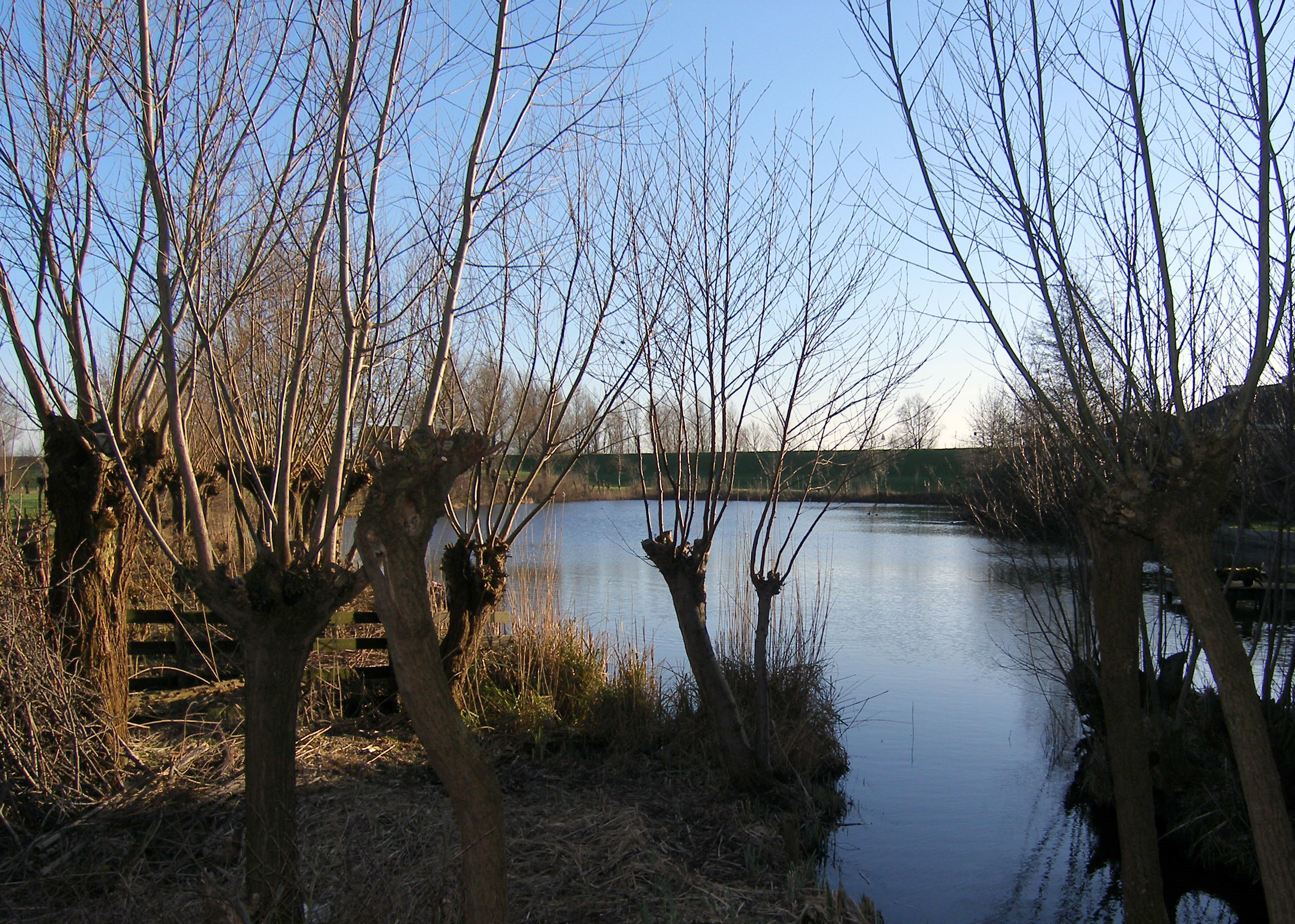
Het wiel De Waaikuil in Willige Langerak, met op de achtergrond de Lekdijk
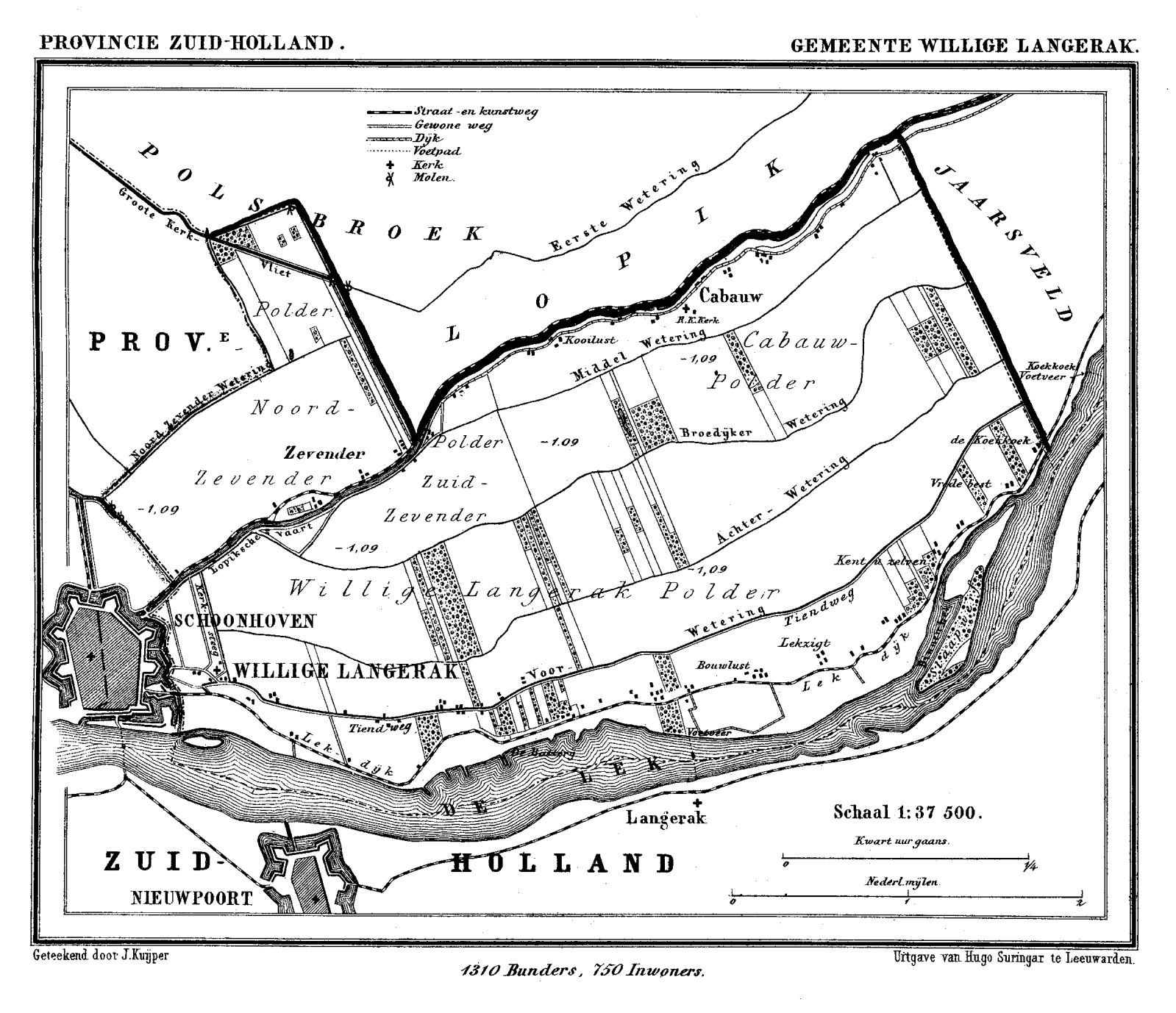
Willige Langerak op een kaart uit circa 1865